# Euprotomus chrysostomus
Euprotomus chrysostomus is een slakkensoort uit de familie van de Strombidae. De wetenschappelijke naam van de soort werd voor het eerst geldig gepubliceerd in 1942 door Nagamichi Kuroda.

## Voorkomen
De soort is endemisch op de Filipijnen.

## Herkennen
Euprotomus chrysostomus heeft een robuuste schelp, meestal olijfgroen van kleur. De soort kan verwisseld worden met Euprotomus aratrum. E. chrysostomus heeft nooit de zwarte vlek op het columella en tip van de vleugel, dat wel aanwezig is bij de meeste E. aratrum.